# قرار مجلس الأمن التابع للأمم المتحدة رقم 1456
قرار مجلس الأمن التابع للأمم المتحدة رقم 1456، الذي تم تبنيه بالإجماع في 20 يناير 2003 في اجتماع على مستوى وزراء الخارجية، اعتمد المجلس إعلانًا يدعو جميع الدول إلى منع وقمع كل دعم للإرهاب. ولم يعرّف القرار الإرهاب، ولكن على عكس القرارات السابقة الأخرى، ذكر حقوق الإنسان لأول مرة.
وأكد مجلس الأمن من جديد أن الإرهاب يشكل أحد أكبر التهديدات للسلم والأمن الدوليين وأنه لا يمكن تبريره بغض النظر عن دوافعه. كان هناك قلق متزايد من استخدام الأسلحة النووية أو الكيميائية أو البيولوجية واستغلال التكنولوجيا المتطورة. وفي هذا الصدد، لا بد من تعزيز تدابير منع تمويل الإرهاب ومنع الإرهابيين من استغلال الاتجار بالمخدرات وغسل الأموال والاتجار بالأسلحة والجرائم الأخرى. علاوة على ذلك، فقد سلط الضوء على تصميم المجلس على مكافحة مثل هذه الأعمال من خلال نهج شامل تشارك فيه جميع الدول والمنظمات وفقا لميثاق الأمم المتحدة والقانون الدولي.
كان على جميع الدول الامتثال للقرارات 1373 (2001) و1390 (2002) و1455 (2003)، والانضمام إلى الاتفاقيات الدولية المتعلقة بالإرهاب، والمساعدة في التحقيقات الإرهابية وتنفيذ العقوبات ضد القاعدة وطالبان والمرتبطين بهما الواردة في القرارات 1267 (1999) و1390 و1455. كما طالب المجلس جميع الدول بتقديم أولئك الذين يرتكبون الأعمال الإرهابية أو يدعمونها أو يمولونها أو يخططون لها إلى العدالة وأن تتعاون مع لجنة مكافحة الإرهاب.
كما نص الإعلان المعتمد على أن التدابير المتخذة لمكافحة الإرهاب يجب أن تمتثل للقانون الدولي، ولا سيما القانون الإنساني الدولي وقانون حقوق الإنسان وقانون اللاجئين. من ناحية أخرى، يتعين على المنظمات الدولية تقييم سبل تحسين فعالية إجراءاتها ضد الإرهاب. وأكد المجلس على الجهود المبذولة لتوسيع التفاهم بين الحضارات وتعزيز الحوار لمنع استهداف الأديان والثقافات، واختتم كلمته بالإعراب عن تصميمه على تكثيف مكافحة الإرهاب.

## روابط خارجية
- نص القرار في undocs.org